# James Patton Anderson

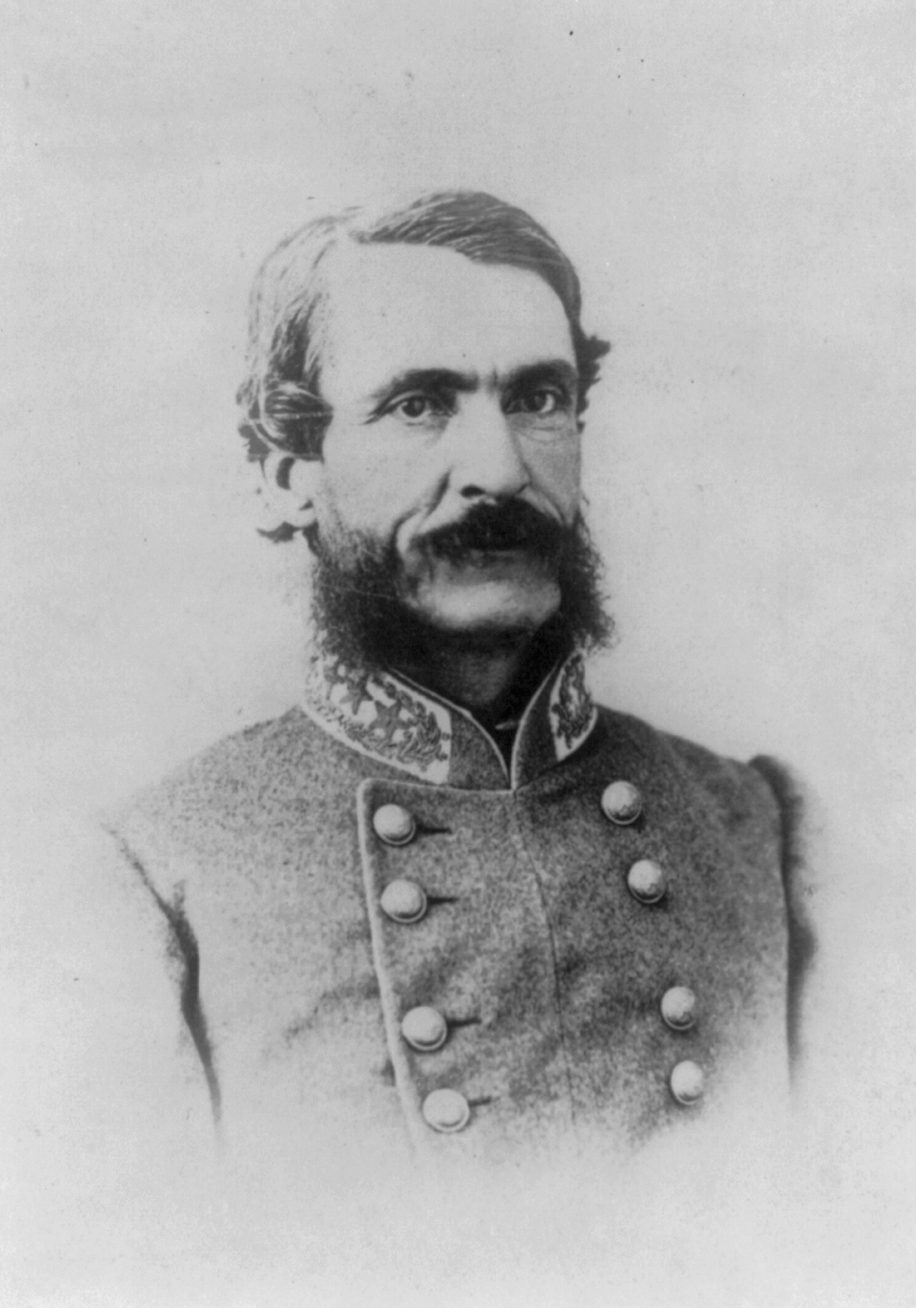
General James Patton Anderson

James Patton Anderson (* 16. Februar 1822 in Franklin City, Franklin County, Tennessee; † 20. September 1872 in Memphis, Tennessee) war ein Generalmajor der Konföderierten im Sezessionskrieg.

## Leben
Anderson wurde zwar in Tennessee geboren, wuchs aber in Mississippi auf. Später ging er auf ein College im Nordwesten von Pennsylvania, musste aber wegen einer finanziellen Krise in der Familie frühzeitig abbrechen. Danach studierte er Medizin und praktizierte als Arzt. Später kämpfte er im mexikanischen Krieg, diente in der Regierung von Mississippi, arbeitete als erster US-Marshal im Washington-Territorium und wurde als demokratischer Delegierter ohne Stimmrecht ins US-Repräsentantenhaus gewählt. Die Berufung zum Gouverneur des Territoriums durch US-Präsident James Buchanan nahm er 1857 nicht an. Im selben Jahr zog er nach Florida und baute eine Plantage bei Monticello auf. Er war Sklavenhalter.
Als der Bürgerkrieg ausbrach, ging er als Colonel zur Konföderiertenarmee und wurde am 10. Februar 1862 zum Brigadegeneral befördert. Anderson führte seine Brigade am 6. und 7. April 1862 bei der Schlacht von Shiloh und übernahm ein Kommando der Armee von Tennessee im Kentucky-Feldzug sowie bei der Schlacht bei Perryville. Während der Gefechte am Chickamauga Creek und bei Chattanooga wurde er zum Divisionskommandeur ernannt und am 17. Februar 1864 offiziell zum Generalmajor.
Danach wurde Anderson von der Tennessee-Armee nach Florida versetzt, wo er einen Wehrbezirk befehligte. Im Juli 1864 wurde er von der Armee von Tennessee erneut angefordert, diente in Georgia, kämpfte bei der Schlacht von Ezra Church, in einem kleinen Gefecht am Utoy Creek und bei der Schlacht von Jonesborough. Bei dieser Schlacht wurde er in der Brust verwundet und gab vorläufig sein Kommando ab. Entgegen der ärztlichen Anweisung führte er wenige Tage später wieder seine Truppen an. Nachdem sie ihre letzte Schlacht in den Carolinas geführt hatten, bei der sie unterlagen, wurde Anderson inhaftiert.
Er wurde im Frühjahr 1865 freigelassen und lebte nach dem Krieg in Memphis. Durch seine Verwundung konnte er keiner körperlich anstrengenden Beschäftigung nachgehen. Er brachte eine kleine Landwirtschaftszeitung heraus und starb in absoluter Armut am 20. September 1872.